# حزب کمونیست هند (مارکسیست–لنینیست) مبارزه طبقاتی

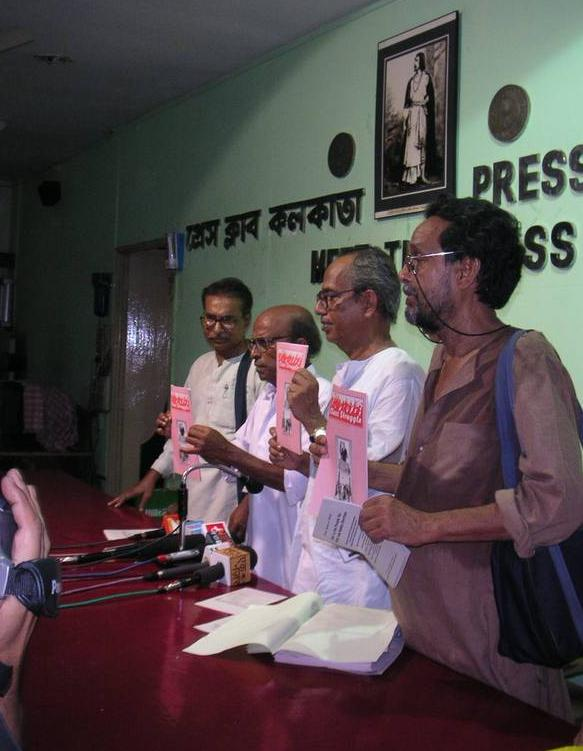
کنفرانس مطبوعاتی پیش‌از انتخابات ۲۰۰۴

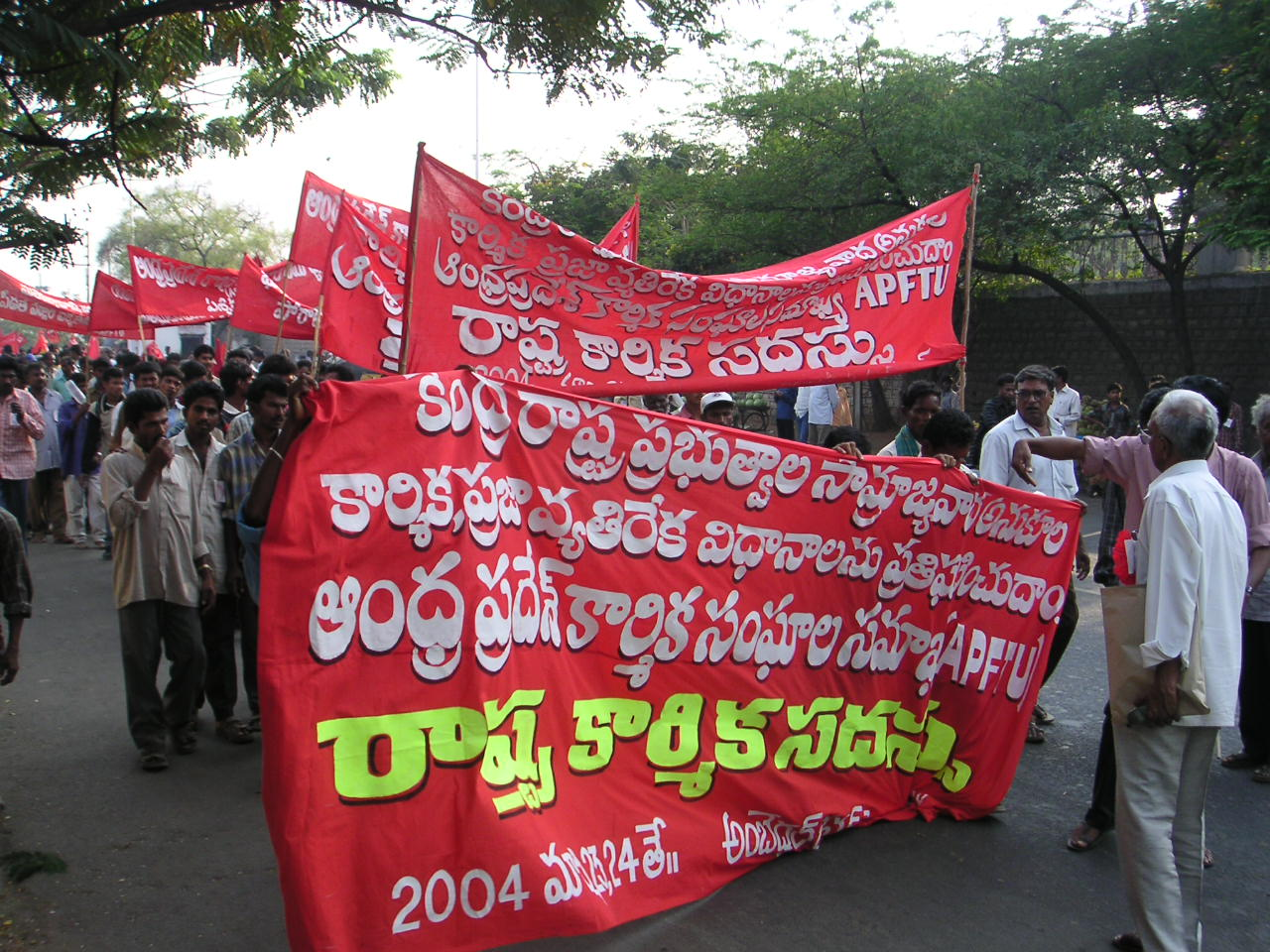
تجمع اتحادیه‌های کارگری در حیدرآباد

حزب کمونیست هند (مارکسیست-لنینیست) (به انگلیسی: Communist Party of India (Marxist–Leninist))، یک حزب کمونیست در هند است. این حزب یکی از بسیار احزابی است در هند که تحت نام ‎Communist Party of India (Marxist–Leninist) یا به اختصار CPI (ML)، فعالیت می‌کنند. دبیرکل پیشین حزب کانو سانیال بود. نام این حزب با حزب کمونیست هند (مارکسیست–لنینیست) که در سال ۱۹۶۹ تشکیل شد، و سانیال نیز یکی از رهبران اصلی آن بود، یکسان است، اما سانیال اعلام کرده‌است که این دو حزب یکی نیست.
قدرت حزب عمدتاً در آندرا پرادش، جارکند و بنگال غربی متمرکز است.